# Remparts de Saissac
Les remparts de Saissac sont des remparts situés en France sur la commune de Saissac, dans le département de l'Aude en région Occitanie.
Ils font l'objet d'un classement au titre des monuments historiques depuis 1933.

## Description
Éléments du mur d'enceinte
Tour Laymone.
Des vestiges des fortifications du mur d'enceinte sont toujours visibles ; ils dateraient probablement du XIVe siècle. Ils auraient été édifiés en même temps que le château était reconstruit.
On peut ainsi voir deux tours carrées dans la partie haute du village : la tour ouest, élancée et la tour est, plus massive, qui abrite actuellement le Musée des Vieux Métiers. D'autres tours plus petites étaient réparties sur l'enceinte, à l'image de la tour "Roussignole" que l'on peut encore observer au nord du village. Une quatrième tour, la tour Laymone, sert de clocher à l'église Saint-Michel.
L'enceinte médiévale devait comporter trois portes, dont une seule est conservée : la porte d'Autan (ou porte de Montolieu). Elle est ornée de trois blasons : celui de la famille l'Isle Jourdain, celui de la famille Thurey et celui de la communauté de Saissac.

## Localisation
Les remparts sont situés sur la commune de Saissac, dans le département français de l'Aude.

## Historique
L'édifice est classé au titre des monuments historiques le 16 janvier 1933.